# Marina di Portorosa
Marina di Portorosa egy luxuskikötő Olaszország Szicília szigetén, Messina megyében.

## Fekvése
Rómától 500 km-re délkeletre, 27 méteres tengerszint feletti magasságban, a Tirrén-tenger partján, Tindari és Milazzo között helyezkedik el. A terület legmagasabb pontja 1042 méteres tengerszint feletti magasságban, tőle 9.5 km-re délre található. A legközelebbi nagyobb város Barcellona Pozzo di Gotto, tőle 9,3 km-re keletre terül el. Marina di Portorosa környékét szinte teljesen homok és iszap borítja.

## Népessége
A meglehetősen sűrűn lakott település környékén négyzetkilométerenként körülbelül 90 ember él.

## Éghajlat
Az éghajlat mérsékelt. Az átlaghőmérséklet 15 °C. A legmelegebb hónap a július 26 °C-kal, a leghidegebb pedig a január 7 °C-kal. Az átlagos évi csapadékmennyiség 894 mm. A legcsapadékosabb hónap a november 134 milliméter esővel, a legszárazabb a június, 9 milliméterrel. 

## Fauna
A régióban a tengerisünök nagyon gyakran fordulnak elő.

## Fordítás
- Ez a szócikk részben vagy egészben  a   Marina di Portorosa című szebuano Wikipédia-szócikk ezen változatának fordításán alapul.  Az eredeti cikk szerkesztőit annak laptörténete sorolja fel. Ez a jelzés csupán a megfogalmazás eredetét és a szerzői jogokat jelzi, nem szolgál a cikkben szereplő információk forrásmegjelöléseként.